# Clostera alethe
Clostera alethe är en fjärilsart som beskrevs av Dyar 1893. Clostera alethe ingår i släktet Clostera och familjen tandspinnare. Inga underarter finns listade i Catalogue of Life.